# Ougenweide
Ougenweide a fost o trupă germană de rock progresiv. Au fost remarcați ca pionieri ai subgenului folk rock medieval în Germania de Vest (RFG/BDR) și Europa de Vest. Numele formației provine de la termenul „ougenweide” (i.e., Augenweide⁠(d) - sărbătoarea ochilor) din Mittelhochdeutsch⁠(d) (i.e., germana medievală). Una dintre cele mai cunoscute melodii ale formației este Willkommen.

## Istoria trupei

### Origini și începuturi
Trupa predecesoare Ougenweide a fost formată în 1969; a fost compusă din Frank Wulff, Michael Steinbeck, Jürgen Isenbart și Brigitte Blunck. Ougenweide a fost fondată în primăvara anului 1970 la Hamburg în Germania de Vest (RFG/BRD) ca o trupă de folk rock. Trupa este numită după o melodie a lui Neidhart von Reuental, prima compoziție comună a lui Ougenweide. De la început, formația a vrut să pună în muzică poezii și cântece vechi, dar niciodată nu s-au limitat complet la Evul Mediu. Totodată, trupa a fost influențată de scena muzicii rock din Hamburg din anii 1960.

### Anii de succes și surse de inspirație
Al doilea album de studio al Ougenweide, intitulat All die weil ich mag din 1974, a folosit texte din incantațiile Merseburg⁠(d) (germană die Merseburger Zaubersprüche), un manuscris medieval de la Merseburg din landul Saxonia-Anhalt (germană Sachsen-Anhalt). Această înregistrare audio/muzicală a Merseburger Zaubersprüche a fost acoperită mai târziu de multe trupe, inclusiv Die Irrlichter, cărora le-au fost premiați în cel de-al 5-lea Falkensteiner Minnesangturnier chiar de către Ougenweide (formația fiind patron și juriu) în 2010 și de către grupul de metal medieval In Extremo. Muzica celor de la Ougenweide este adesea considerată în mod eronat ca avându-și originea exclusiv în Evul Mediu, dar se întoarce la Ougenweide. Aceștia au folosit și texte sau fragmente de text de Walther von der Vogelweide, Heinrich von Mügeln și Johann Wolfgang von Goethe. De asemenea, formația a fost inspirată de una dintre fabulele lui Esop, mai precis „Vulpea si corbul” (germană Der Fuchs und der Rabe). În 1975, Ougenweide au apărut pe scenă cu Fairport Convention, Steeleye Span, Planxty, Amazing Blondel, Alan Stivell și Konstantin Wecker. De asemenea, au lucrat împreună cu Peter Rühmkorf pentru un film despre viața lui Walther von der Vogelweide.

### Despărțirea și reuniunile
După ce au existat anumite disensiuni cu privire la direcția muzicală a formației (i.e., diferențe de opinii creative), Ougenweide a susținut ultimele lor spectacole la începutul anului 1985, înainte de a se despărți. Apoi, cu cvartetul de coarde Tessera și cvintetul a capella Time Of Roses, trupa s-a reunit pentru scurt timp în 1996 pentru a înregistra „Sol”, un album de cover-uri ale vechilor cântece populare medievale europene. Dar după ce au dat doar spectacole sporadice, s-au despărțit din nou. Formația clasică (i.e., cu line-up-ul clasic) s-a reunit în 2004 pentru a oferi un concert de o oră și apoi trupa s-a reunit doi ani după aceea cu câțiva membri noi. Frank Wulff a încetat să cânte cu grupul în 2009 din cauza suferinței de cancer, dar a mai înregistrat un album cu grupul în 2010, Herzsprung, înainte de a muri înainte de lansarea albumului. Grupul a continuat pentru scurt timp fără el, dar nu a mai cântat din 2011.

## Discografie

### Albume de studio
- Ougenweide, 1973
- All die weil ich mag, 1974
- Ohrenschmaus, 1976
- Eulenspiegel, 1976
- Frÿheit, 1978
- Ousflug, 1979
- Ja-Markt, 1980
- Noch aber ist April, 1981
- Sol, 1996
- Herzsprung, 2010

### Albume live
- Ungezwungen, 1977, 2007
- Wol mich der Stunde, 2004
- Ouwe war, 2005

### Compilații
- Liederbuch Ougenweide, 1979, 1988
- Lieder aus 9 Jahrhunderten, 1983
- Ougenweide / All die weil ich mag, 2006
- Ohrenschmaus / Eulenspiegel, 2006
- Walther von der Vogelweide - Saget mir ieman: waz ist Minne? , 2007
- Frÿheit / Ousflug, 2007
- Ja-Markt / Noch aber ist April, 2007